# Machimus cheriani
Machimus cheriani là một loài ruồi trong họ Asilidae. Machimus cheriani được Joseph & Parui miêu tả năm 1986. Loài này phân bố ở miền Ấn Độ - Mã Lai.